# حجة الوداع وعمرات النبي
حجة الوداع وعمرات النبي هو كتاب من تأليف زكريا الكاندهلوي. ويركز على حجة الوداع لمحمد ويقدم وصفًا تفصيليًا للحج ونتائجه. كُتِب في فترة يوم واحد وليلة ونصف في عام 1924. يتناول الكتاب تفاصيل حجة الوداع التاريخية وأهميتها، من جوانب مختلفة مثل مناسكها، وأحكامها، وأحداثها التاريخية، وفوائدها العلمية، وأبحاث الحديث المتعلقة بالحج والعمرة. ويهدف إلى توفير فهم عميق للموضوع ويعمل موردًا لأولئك المهتمين بدراسة واستكشاف حجة الوداع لمحمد.

## الخلفية
وقد ناقش علماء كبار في أقسام منفصلة من كتاباتهم أهمية الحج في الإسلام وضرورة معرفة عامة المسلمين بقضاياه. وقد خصص بعض العلماء مطبوعات مستقلة لتسليط الضوء على جوانب الحج والعمرة والمناسك المرتبطة بهما. لقد أدى النبي محمد فريضة الحج مرة واحدة فقط في حياته، وقد وردت اختلافات في الروايات والأحداث المتعلقة بها، استخدمها معارضو الحديث أساسًا لنقدهم. في أثناء تدريسه سنة 1924م، فكر زكريا الكاندهلوي في كتابة رسالة حول موضوع حجة الوداع، آخذًا بعين الاعتبار المناقشات الحديثية والفقهية الهامة المحيطة بها. منشغلًا بدراسة الحديث ومدفوعًا برغبة في خدمة الحديث، ألف زكريا الكاندهلوي هذا الكتاب عن حجة الوداع وعمره 27 عامًا. أنهى الكتاب الأصلي خلال يوم واحد وليلة واحدة، تبع ذلك إضافة التعليقات والشروحات والمعلومات القيمة المستندة إلى تجارب المؤلف الشخصية.
في البداية كانت هذه الرسالة في شكل مسودة، ولكن حصل العديد من العلماء على نسخ منها. نشأت فكرة نشرها في عام 1971. ولكن بسبب المرض لم يكن زكريا الكاندهلوي قادرًا على القراءة والكتابة، لذلك استعان بمحمد عقيل ومحمد سلمان للطباعة والمراجعة. بعد إضافات عديدة، نُشر الكتاب لأول مرة في عام 1971على يد كتاب خانا بيوي. ويتكون من 209 صفحات. وقد صدرت الطبعة الثانية بالخط العربي عن دار العلوم نظام العلماء، وبها مقدمة مفيدة وعلمية بقلم أبو الحسن علي الحسني الندوي. الطبعة الثالثة، الصادرة عن دار العلوم بيروت، لبنان، تتضمن مقدمة بحثية ليوسف بنوري بعنوان المانع إلى العلا خصاص حجة الوداع. يحتوي هذا الإصدار على 20 صفحة. بالإضافة إلى ذلك، أضاف زكريا الكاندهلوي في وقت لاحق معلومات حول العمرات التي قام بها محمد. وقد ترجمه العالم الباكستاني يوسف لوديانوي [الإنجليزية] إلى الأردية. 

## المحتوى
ويوضح أبو الحسن علي الحسني الندوي أسلوب الكتاب ومنهج كتابته، مشيرًا إلى أن هدفه تقديم فهم شامل لجوانب الموضوع المختلفة. الكتاب مقسم إلى قسمين. يقدم الجزء الأول وصفًا لحج النبي محمد، مما يسمح للقارئ بإدراك الحج من خلال رؤيته الخاصة وشهادة أداء العمرة والطواف. ويحتوي الكتاب على ثروة من المعلومات المتعلقة بحجة الوداع، ويسلط الضوء في نهاية المطاف على الجوهر الحقيقي للحج والعمرة. ويتناول الجزء الثاني عمرات النبي محمد، مع بيان أهميتها وتفاصيلها وإجراءاتها. ويتضمن أحكامًا شرعية، وروايات تاريخية، ورؤى علمية، وبحوثًا معمقة في الأحاديث المتعلقة بالعمرة. ويتناول الكتاب أيضًا جوانب مثل أنواع الإحرام، والأعمال الواجبة والمستحبة المرتبطة بالعمرة، ويقدم فهمًا للحدود في مختلف الجهات. كما يتناول الكتاب القضايا التي تهم المرأة في حالتي الحيض والنفاس، ويلقي الضوء على جوانب مختلفة من حجة الوداع بشكل موجز وشامل.

## المنهجية
يقدم الكتاب معلومات عن وجهات مختلفة وتسمياتها، مع توضيح للتغيرات التي طرأت على هذه المواقع، مستعينًا بأقوال العلماء وتجارب المؤلف الشخصية. بالإضافة إلى ذلك، فإنه يسلط الضوء على جانب من جوانب الكتاب: إدراج الاقتباسات وإسناد الآراء المختلفة، وخاصة عند تقديم وجهات نظر دينية مختلفة. علاوة على ذلك، يشيد الكتاب بالمساهمات الهامة التي قدمها العلماء الأوائل ويقدر مكانتهم المرموقة. وفي التعبير عن موقفه العلمي، يحافظ المؤلف على الاحترام والتقدير لهؤلاء الرواد، ويظهر التواضع والاحترام.

## الاستقبال
يقول رياض أحمد، وهو باحث من جامعة عليكرة الإسلامية، إن هذا الكتاب هو عمل شامل للغاية في مجاله، حيث يضم آراء العلماء المرموقين ويتناول جميع القضايا ذات الصلة. ويصفه بأنه موسوعة الحج.

## طالع أيضًا
- دراسات الحديث الدبندية [الإنجليزية]
- أعمال زكريا الكاندهلوي [الإنجليزية]

## روابط خارجية
- حجة الوداع وعمرات النبي في أرشيف الإنترنت